# General Pueyrredón (município)
General Pueyrredón (partido) é um partido (município) da província de Buenos Aires, na Argentina. Possuía, de acordo com estimativa de 2019, 655.406 habitantes.